# راينر كونزي
راينر كونزي (بالألمانية: Reiner Kunze)‏ (و. 1933  م) هو لغوي، وكاتب، وشاعر، ومترجم من ألمانيا، وألمانيا الشرقية، ولد في اولن نيتز ارتسغبيرغه.

## التعليم
تعلم في جامعة لايبتزغ.

## جوائز
حصل على جوائز منها:
- ميدالية روبير شومان (2013)
- South Moravian Region Award  [لغات أخرى]‏ (2013)
- Order of Merit of the Free State of Thuringia [الإنجليزية]‏ (2008)
- النيشان البافاري الماكسيميلياني للعلوم والفن (2001)
- Weilheim Literature Prize  [لغات أخرى]‏ (1997)
- صليب القائد لنيشان استحقاق جمهورية ألمانيا الاتحادية (1993)
- جائزة هانس مارتن سكليير  [لغات أخرى]‏ (1990)
- وسام الاستحقاق البافاري (1988)
- جائزة أخوة شول [الإنجليزية]‏ (1981)
- Andreas Gryphius Prize [الإنجليزية]‏ (1977)
- جائزة غيورغ بوشنر (1977)
- جائزة الآداب من الأكاديمية البافارية للفنون الجميلة [الإنجليزية]‏ (1973)
- جائزة أمريكا في الآداب [الإنجليزية]‏.

## وصلات خارجية
- راينر كونزي على موقع IMDb (الإنجليزية)
- راينر كونزي على موقع مونزينجر (الألمانية)
- راينر كونزي على موقع ميوزك برينز (الإنجليزية)
- راينر كونزي على موقع قاعدة بيانات الأفلام السويدية (السويدية)
- راينر كونزي على موقع ديسكوغز (الإنجليزية)
- راينر كونزي على موقع قاعدة بيانات الفيلم (الإنجليزية)
- راينر كونزي على موقع كينوبويسك (الروسية)
- راينر كونزي في قاعدة بيانات الأفلام على الإنترنت